# Stu G
Stuart David Garrard (nacido el 6 de julio de 1963), más conocido por el nombre artístico de "Stu G", es un guitarrista, compositor y cantante, conocido por haber sido el guitarrista líder de la banda de Rock Delirious? desde 1994 hasta 2009. Su composición de canciones para Delirious? incluye "Majesty", "Sanctify", y "All the Way". Su canción más famosa es probablemente Majesty. Stu G también ha producido material en solitario, lanzando un EP en 1995 titulado "Have You Heard?". 
Garrard colaboró con algunas de las canciones del álbum Devoción de la banda Newsboys y también ha escrito para Hillsong London, Graham Kendrick y Tim Hughes. En el documental del DVD de Delirious? "Now Is The Time: Live At Chicago", el vocalista Martin Smith comento acerca de Stu G, "No se puede pensar en muchos guitarristas que sean mejores que él".

## Comienzos (1994 - 1997)
Stu G se unió a Delirious? en 1994, en ese entonces cuando el grupo era conocido como "La Banda de Cutting Edge". Antes de esto, había trabajado como electricista, y tocaba esporádicamente la guitarra para una banda llamada "Treasure Park". Durante sus comienzos con Cutting Edge, el escribió y grabó su primer y, hasta la fecha, el único proyecto en solitario. El EP, titulado Have You Heard?, fue lanzado en 1995 en ediciones limitadas, y no ha sido reeditado desde entonces. 

## Delirious? (1997 - 2009)
En 1997, Cutting Edge, se convirtió en una banda a tiempo completo con el nombre de Delirious?. Durante las sesiones de composición del primer álbum "King Of Fools", Stu G fue el principal compositor de la canción que lleva el nombre del álbum, y la canción "All The Way", las cuales fueron escritas con Martin Smith. También se desempeñó como el compositor secundario en muchas otras canciones del álbum, incluyendo "Deeper" el primer hit internacional de la banda. A finales de año, la banda se embarcó en su primera gira completa por el Reino Unido, durante este periodo, la banda solía tocar "Come Like You Promise", la canción de Garrard que abre el EP en solitario de 1995.
Stu G escribió muchas canciones de la banda; Para el tercer álbum "Glo", contribuyó con "Awaken The Dawn", una canción que él había escrito en 1994 durante su tiempo como artista en solitario. Él, también compartió la voz principal con Smith en la canción "Fire" del álbum "Audio Lessonover?" de 2001, algo que más tarde repetiría con "Inside Outside", el exitoso sencillo de la banda. En 2007, escribió "I Could Sing Of Your Love Forever" su primer libro junto a Delirious?, donde narra la crónica de su tiempo en la banda. En 2008, se unió al equipo de compositores de CompassionArt, contribuyendo a su primer álbum homónimo y a un libro.

## Post - Delirious?
Cuando Delirious? anunció su separación prevista en 2009, Stu G comentó a través de su blog que iba a continuar en la industria musical, dando a entender más tarde que iba a realizar proyectos de estudio con el bajista Jon Thatcher. A mediados de 2009 Stu realizó su primer concierto acústico como solista durante el Festival de Greenbelt. 
Garrard y Thatcher han formado una nueva banda junto a Jason Ingram como cantante y Paul Mabury como baterista, la banda se llama "One Sonic Society", que ya ha lanzado tres EP en línea. Dos de las canciones del primer EP "One" (Forever Reign y The Greatness Of Our God), fueron incluidas en el álbum "A Beautiful Exchange" de "Hillsong".

## Vida personal
Stu G está casado con Karen, con la quien tiene dos hijas. El, fue el único miembro de Delirious? no relacionado por el lado familiar, debido a que tres hermanas del bajista Jon Thatcher están casadas con tres miembros de la banda.

## Instrumentos
Durante muchos años, su guitarra preferida fue la Gibson Les Paul, aunque recientemente ha tocado con una Fender Telecaster, y, a veces con una Fender Stratocaster. También toca otros temas con una Gibson ES-135, un cuello Epiphone SG doble y un dúo Gretsch, así como una serie de guitarras acústicas. Su elección de amplificadores incluye la Mesa Boogie Dual Rectifier Tremoverb, el Revelador Gerlitz, el Marshall JTM 45, AD-30 de Orange, y un Vox AC-30. Sin embargo, en los Estados Unidos, sólo utilizó dos de los amplificadores, debido a las limitaciones de carga.

## Discografía
Como Solista

### EP
- Have You Heard?, 1995 [Furious?]

Con Delirious?

### Álbumes de estudio
- Kingdom Of Comfort, 2008 [Furious?]
- The Mission Bell, 2005 [Furious?]
- World Service, 2003 [Furious?]
- Audio Lessonover?, 2001 [Furious?]
- Glo, 2000 [Furious?]
- Mezzamorphis, 1999 [Furious?]
- King Of Fools, 1997 [Furious?]

### Álbumes En Vivo
- Farewell Show: Live In London, 2010 [Kingsway]
- My Soul Sings: Live From Bogota, 2009 [Furious?]
- Now Is The Time: Live At Chicago, 2006 [Furious?]
- Access:D, 2002 [Furious?]
- D Tour 1997 Live At Southampton, 1998 [Furious?]
- Live And In The Can, 1996 [Furious?]

### Recopilatorios
- History Makers: Greatest Hits, 2009 [Furious?]
- Libertad, 2002 [Furious?]
- Deeper, 2001 [Furious?]
- Cutting Edge, 1993-1995 [Furious?]

### EP
- Deeper, 1997 [Furious?]

### Sencillos
- History Maker, 2010 [History Makers: Greatest Hits] [Kingsway]
- Love Will Find A Way, 2008 [Kingdom Of Comfort] [Furious?]
- Paint The Town Red, 2005 [The Mission Bell] [Furious?]
- Rain Down, 2004 [World Service] [J-Star]
- Every Little Thing, 2003 [World Service] [J-Star]
- Inside Outside, 2003 [World Service] [BMG]
- I Could Sing Of Your Love Forever, 2001 [Deeper] [Furious?]
- Waiting For The Summer, 2001 [Audio Lessonover?] [Furious?]
- It's OK, 2000 [Mezzamorphis] [Furious?]
- See The Star, 1999 [Mezzamorphis] [Furious?]
- Promise, 1997 [King Of Fools] [Furious?]
- Deeper, 1997 [King Of Fools] [Furious?]
- White Ribbon Day, 1997 [King Of Fools] [Furious?]

- Datos: Q9080139
- Multimedia: Stuart Garrard / Q9080139